# Nauki o Wychowaniu. Studia Interdyscyplinarne
Nauki o Wychowaniu. Studia Interdyscyplinarne – czasopismo naukowe online, wydawane przez Wydawnictwo Uniwersytetu Łódzkiego.

## O czasopiśmie
Nauki o Wychowaniu. Studia Interdyscyplinarne to półrocznik Wydziału Nauk o Wychowaniu Uniwersytetu Łódzkiego. Publikuje artykuły dotyczące teorii i koncepcji pedagogicznych, ich możliwości aplikacyjnych, podejść filozoficznych, antropologicznych, socjologicznych, psychologicznych oraz metodologicznych. Kierowany jest szczególnie do autorów, którzy obejmują zagadnienia nauk o wychowaniu w sposób całościowy. Czasopismo publikuje oryginalne artykuły, które wpisują się w problematykę przygotowywanych numerów tematycznych, jak również wykraczające poza wiodący temat. Teksty poddawane są ocenie dwóch niezależnych recenzentów zgodnie z zasadą double blind review. Wszystkie artykuły dostępne są w Otwartym Dostępie na licencji CC BY-NC-ND.

## Rada Naukowa
- Jean Marie Barbier (Professeur émérite du CNAM; Chaire Unesco-ICP, Paris, France)
- Wojciech Burszta (SWPS Uniwersytet Humanistycznospołeczny, Warszawa)
- Marek Czyżewski (Uniwersytet Łódzki)
- Dariusz Doliński (SWPS Uniwersytet Humanistycznospołeczny, Wrocław)
- Günther Graßhoff (Universität Hildesheim, Germany)
- Tomasz Jarmużek (Uniwersytet Mikołaja Kopernika w Toruniu)
- Dariusz Kubinowski (Uniwersytet Szczeciński)
- Françoise F. Laot (Université de Paris 8, Vincennes-Saint-Denis, Paris, France)
- Iwona Janicka (Uniwersytet Łódzki)
- Maria Mendel (Uniwersytet Gdański)
- Oldřich Chytil (Uniwersytet Ostrawski)
- Philippe Maubant (Université de Sherbrooke, Montréal, Canada)
- Grzegorz Michalski (Uniwersytet Łódzki)
- Sabina Siebert (University of Glasgow)
- Tomasz Szkudlarek (Uniwersytet Gdański)
- Bogusław Śliwerski (Uniwersytet Łódzki)
- Danuta Urbaniak-Zając (Uniwersytet Łódzki)
- Max Urchs (EBS Universität für Wirtschaft und Recht, Germany)
- Antonin Wagner (Emeritus Professor of Management at the New School for Public Engagement, New York, USA)
- Michael Winkler (Uniwersytet Friedricha Schillera w Jenie)
- Lech Witkowski (Akademia Pomorska w Słupsku)

## Redakcja
- Ewa Marynowicz-Hetka (redaktor naczelny)
- Elżbieta Kowalska-Dubas (zastępca redaktora naczelnego)
- Piotr Soszyński (sekretarz Redakcji)
- Eleonora Bielawska-Batorowicz
- Maria Donevska
- Katarzyna Gajek
- Mariusz Granosik
- Marcin Kafar
- Renata Szczepanik
- Krzysztof Szmidt

## Bazy
- BazHum
- CEJSH
- CEEOL
- DOAJ
- ERIH PLUS
- Index Copernicus
- Slavic Humanities Index